# Musikjahr 1623
Liste der Musikjahre

◄◄ | ◄ | 1619 | 1620 | 1621 | 1622 | Musikjahr 1623 | 1624 | 1625 | 1626 | 1627 | ► | ►►

Weitere Ereignisse
Dieser Artikel behandelt das Musikjahr 1623.

## Ereignisse
- Giacomo Filippo Biumi erhält 1623 die Stelle des Organisten an der zweiten Orgel des Mailänder Doms.
- Orlando Gibbons, der seit 1614 Organist in der königlichen Kapelle ist, erhält 1623 den Grad eines Doctors of Music in Cambridge.
- Lodovico Grossi da Viadana, der von 1614 bis 1617 für seinen kirchlichen Orden in der Provinz Bologna tätig war, zieht sich 1623 in das Kloster Santa Andrea in Busseto zurück.

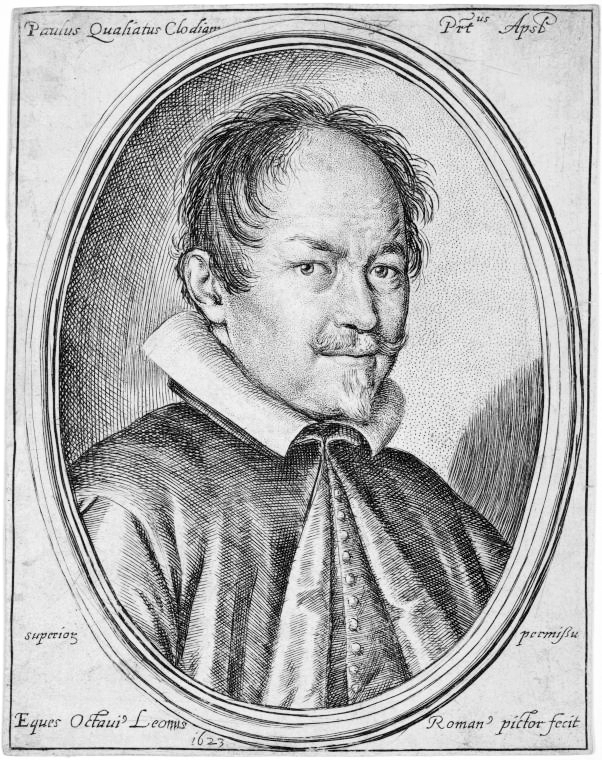
Paolo Quagliati, nach Ottavio Leoni (1623)

- Paolo Quagliati veröffentlicht in Rom sein Werk La sfera armoniosa, das aus nicht weniger als 25 Teilen besteht, einschließlich Gesangssoli, Duetten, die alle von begleitenden Violinstimmen untermalt sind. Er komponiert dieses Werk für die Hochzeit der Isabella Gesualdo, einer Nichte des Papstes und Tochter des Komponisten Fürst Carlo Gesualdo.
- Salamone Rossi veröffentlicht im Jahr 1623 seine Lieder Salomos (Ha-Shirim Asher li-Shelomoh), die auch eine achtstimmige Vertonung von Adon Olam sowie zwei Versionen des Kaddischgebetes enthalten.
- Anlässlich der Einweihung der Altroßgärter Kirche in Königsberg schreibt der Geistliche Georg Weissel in Anlehnung an Psalm 24 den Text zu dem Kirchenlied Macht hoch die Tür. Im gleichen Jahr verfasst er auch den Text zu dem Kirchenlied Such, wer da will, ein ander Ziel.

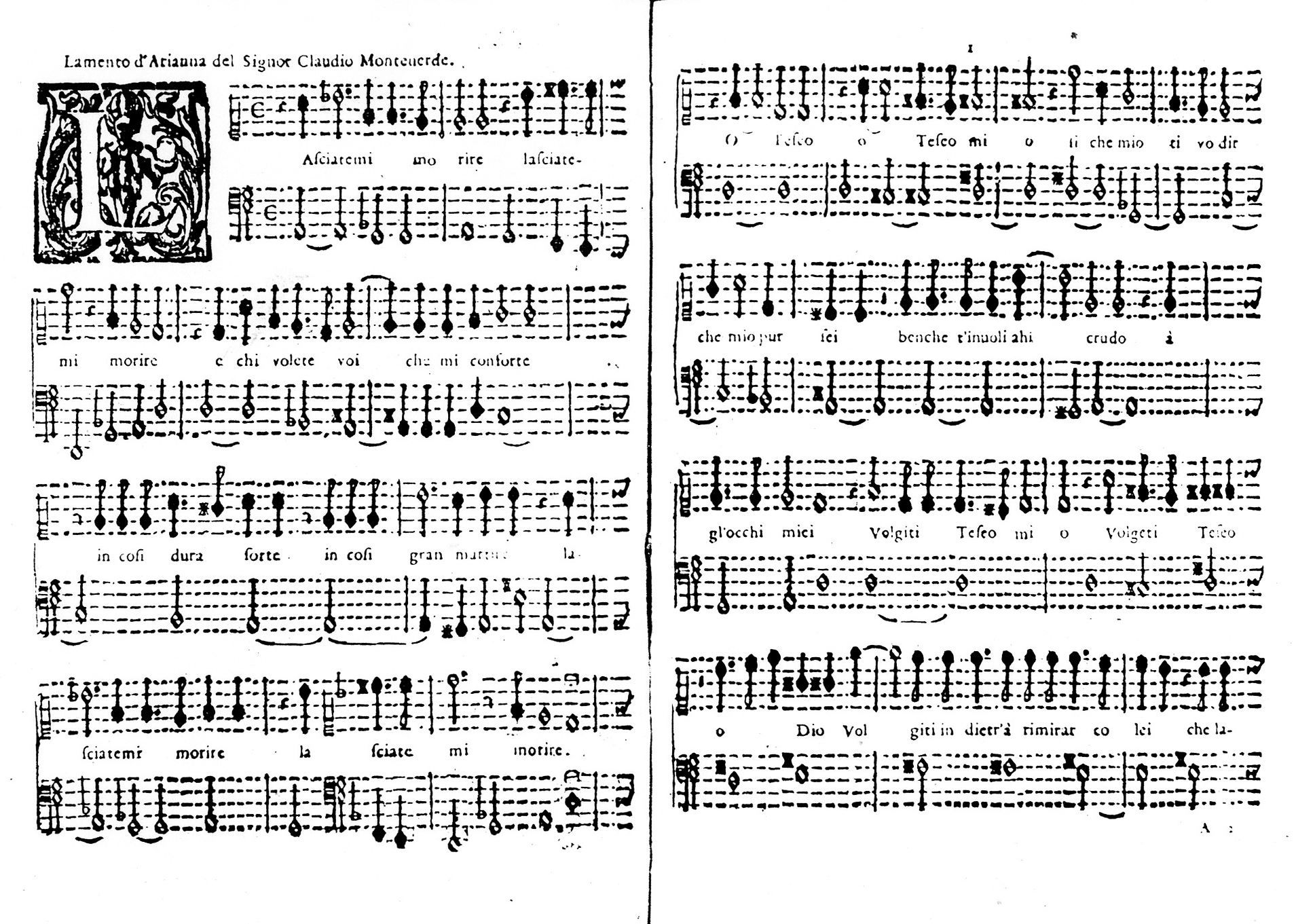
Claudio Monteverdi – Lamento d’Arianna – erste zwei Seiten der Erstausgabe, Venedig 1623

## Instrumental- und Vokalmusik (Auswahl)
- Antonio Cifra – sechstes Buch der Madrigale zu fünf Stimmen mit Basso continuo, Rom: Luca Antonio Soldi
- Ignazio Donati – Salmi boscarecci zu sechs Stimmen mit einem sechsstimmigen Ripieno, Venedig: Alessandro Vincenti
- Melchior Franck
  - Gemmulæ Evangeliorum Musicae zu vier Stimmen, Coburg: Andreas Forckel (Vertonungen von Evangelientexten für das ganze Jahr)
  - Neues liebliches Musicalisches Lustgärtlein zu fünf, sechs und acht Stimmen oder Instrumenten, Coburg: Andreas Forckel für Salomon Gruner (Sammlung von weltlichen Liedern)
  - Viertzig Neue Deutzsche lustige Musicalische Täntze zu vier, fünf und sechs Stimmen oder Instrumenten, Coburg: Salomon Gruner (Sammlung von Liedern und Tänzen)
  - Newes fröliches Hochzeitgesang Auß dem 4. Capitel deß Hohenlieds Salomonis zu fünf Stimmen, Coburg: Kaspar Bertsch (Hochzeitsmotette)
  - Newes Fröliches Hochzeitgesang Auß dem Ersten Capittel deß Hohenlieds Salomonis zu sechs Stimmen, Coburg: Andreas Forckel (Hochzeitsmotette)
  - Neues Christliches Grabgesänglein (Hilff Helffer hilff) zu vier Stimmen, Coburg: Kaspar Bertsch (Beerdigungsmotette)
- Orlando Gibbons – The Hymns and Songs of the Church, London: George Wither

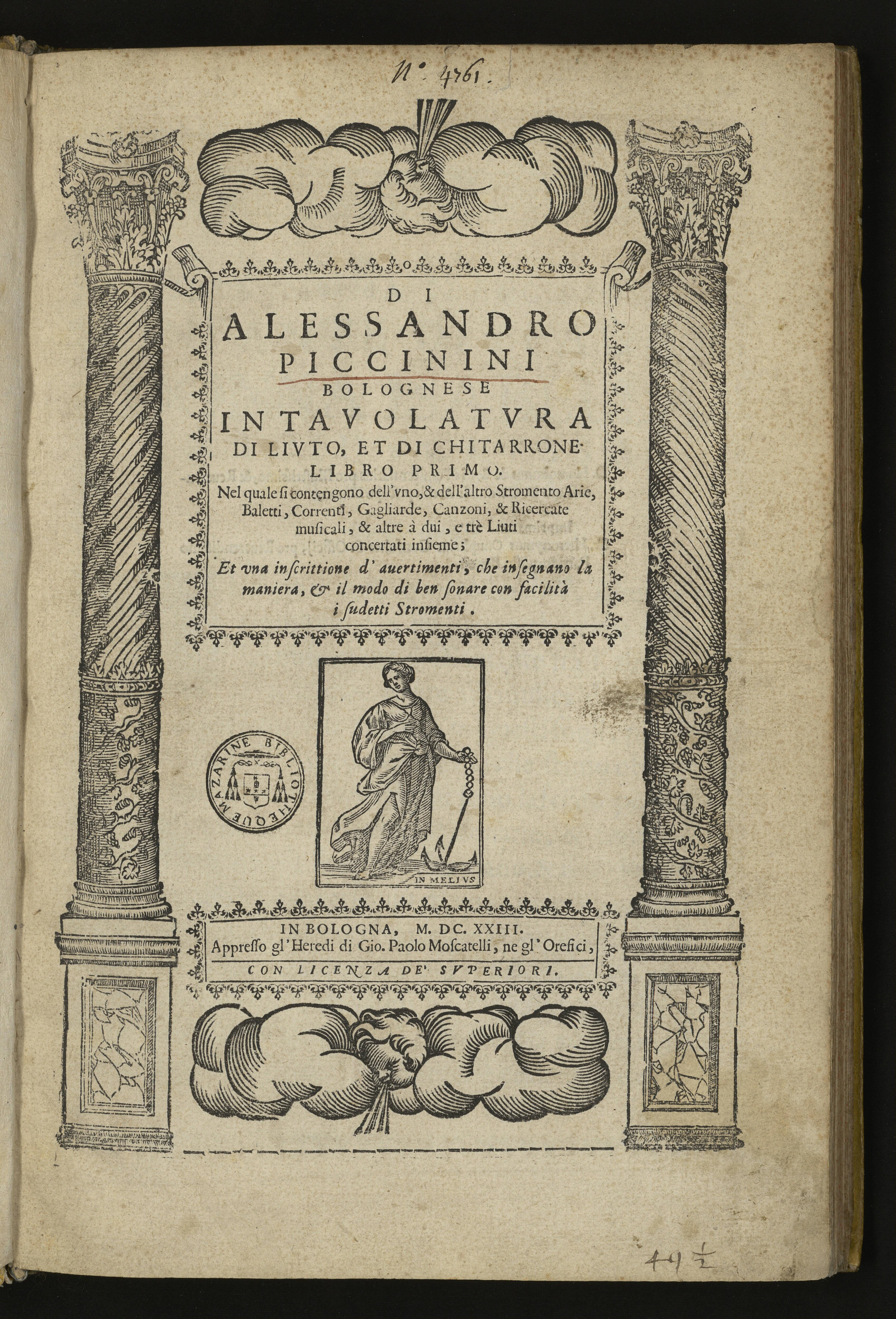
Alessandro Piccinini – Titelseite des ersten Bandes der Intavolatura di liuto e di chitarrone, libro primo

- Sigismondo d’India – Le musiche a 1 voce Libro V, Venedig: Alessandro Vincenti
- Giovanni Girolamo Kapsberger
  - zweites Buch der Arien, Rom: Luca Antonio Soldi
  - viertes Buch der Villanelle zu einer und mehr Stimmen mit Gitarrenbegleitung, Rom: Luca Antonio Soldi
- Rogier Michael – Psalm 116 „Das ist mir lieb“ zu fünf Stimmen, in: Burckhard Grossmanns Angst der Hellen, Jena
- Carlo Milanuzzi – drittes Buch der ariose vaghezze für Solostimme und Begleitung, op. 9, Venedig: Alessandro Vincenti
- Claudio Monteverdi – Lamento d’Arianna, Venedig: Bartolomeo Magni, (einzig erhaltener Auszug aus Monteverdis Oper L’Arianna)
- Georg Österreicher – Ein recht Christlich Gesangbüchlein. Darinn Erstlich der gantze Catechismus oder Kinderpredigten/ nach Fürstlicher Brandenburgischer und Nürnbergischer KirchenOrdnung : Sampt den Reguln der Haußtaffel/ eine jegliche Predigt und Regel mit einem besondern Gesang begriffen/ und auff bekante Melodien der Kirchengesäng gerichtet / Darnach Viel andere schöne Geistliche Lieder auff die gewöhnliche Fest: und Feirtag/ und allerhand Läuffte / Für eine Christliche Gemein deß H: Reichs Statt Windßheim zugericht. Durch Georgium Oesterreicher/ Weyland Cantorem daselbsten / Jetzo zum andern mahl in Druck verfertiget/ und mit vilen gesängen/so der Author selbst hinderlassen/vermehret, Rothenburg ob der Tauber: Körnlein
- Peter Philips
  - Litaniae Beatae Mariae Virginis, in ecclesia Loretana cani solitae zu vier, fünf, sechs, acht und neun Stimmen mit Basso Continuo, Antwerpen: Pierre Phalèse
  - Litaniae Lauretanae
- Alessandro Piccinini – Intavolatura di liuto, et di chitarrone, Libro Primo, Bologna: Erben von Giovanni Paolo Moscatelli
- Isaac Posch – Harmonia Concertans zu ein bis vier Stimmen oder Instrumenten mit Basso continuo, Nürnberg: Simon Halbmayer
- Paolo Quagliati – La sfera armoniosa, Rom
- Salamone Rossi – Ha-shirim Asher l'Shlomo (hebräisch השירים אשר לשלמה) (Sammlung jüdischer liturgischer Musik)
- Heinrich Schütz – Historia der fröhlichen und siegreichen Auferstehung unseres einigen Erlösers und Seligmachers Jesu Christi, Dresden

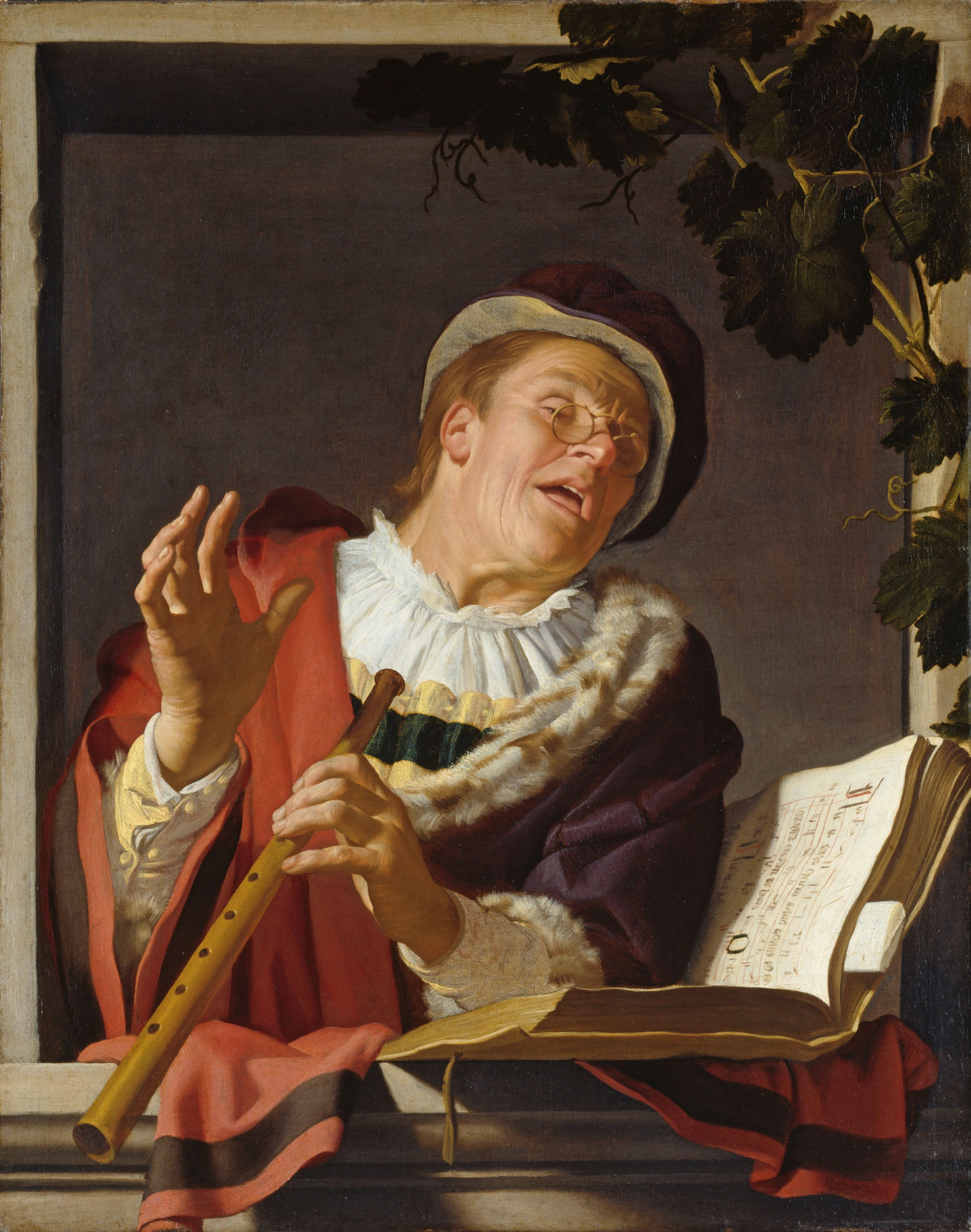
Gerard van Honthorst, Singender Zinkspieler (1623)
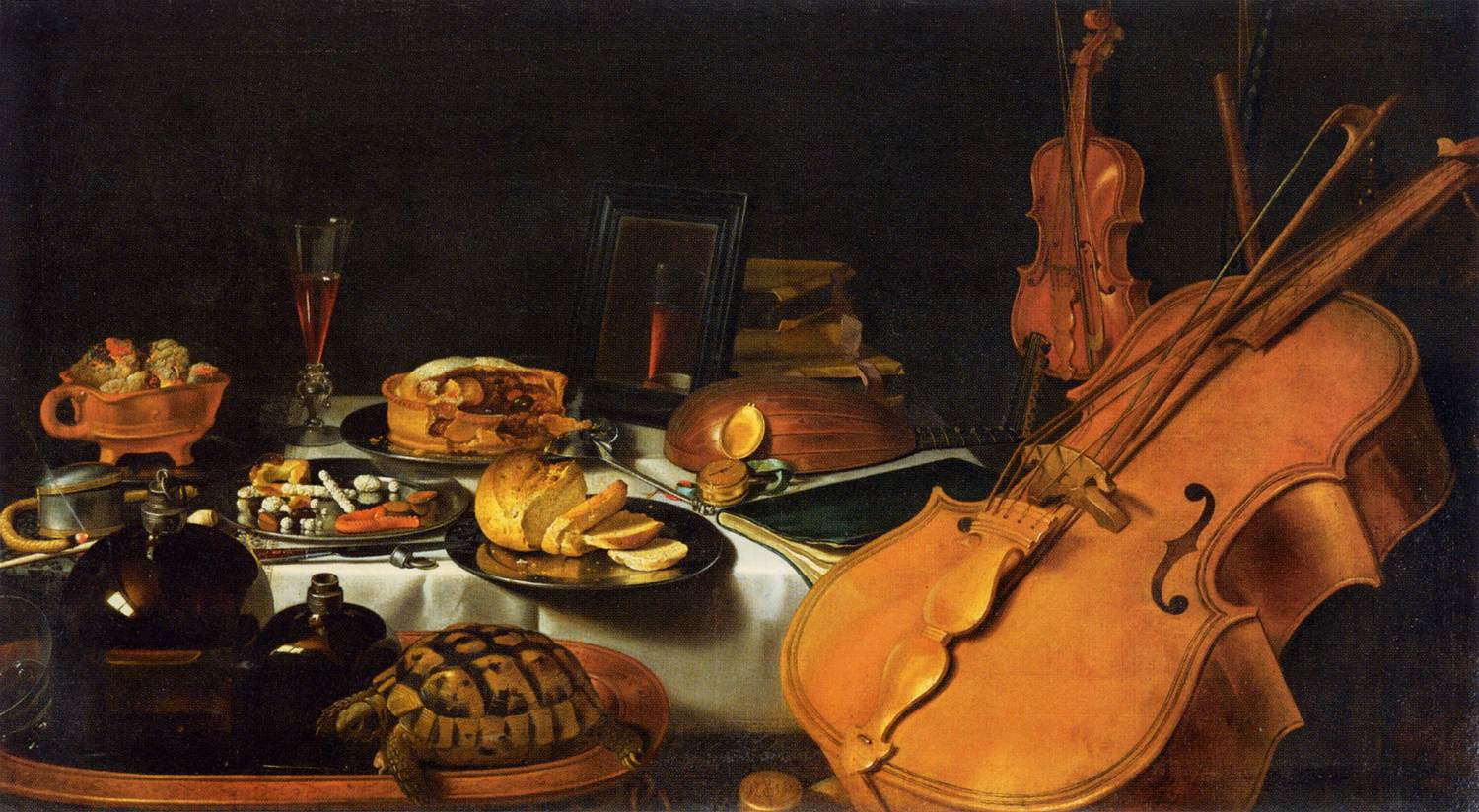
Pieter Claesz, Stillleben mit Musikinstrumenten (1623)
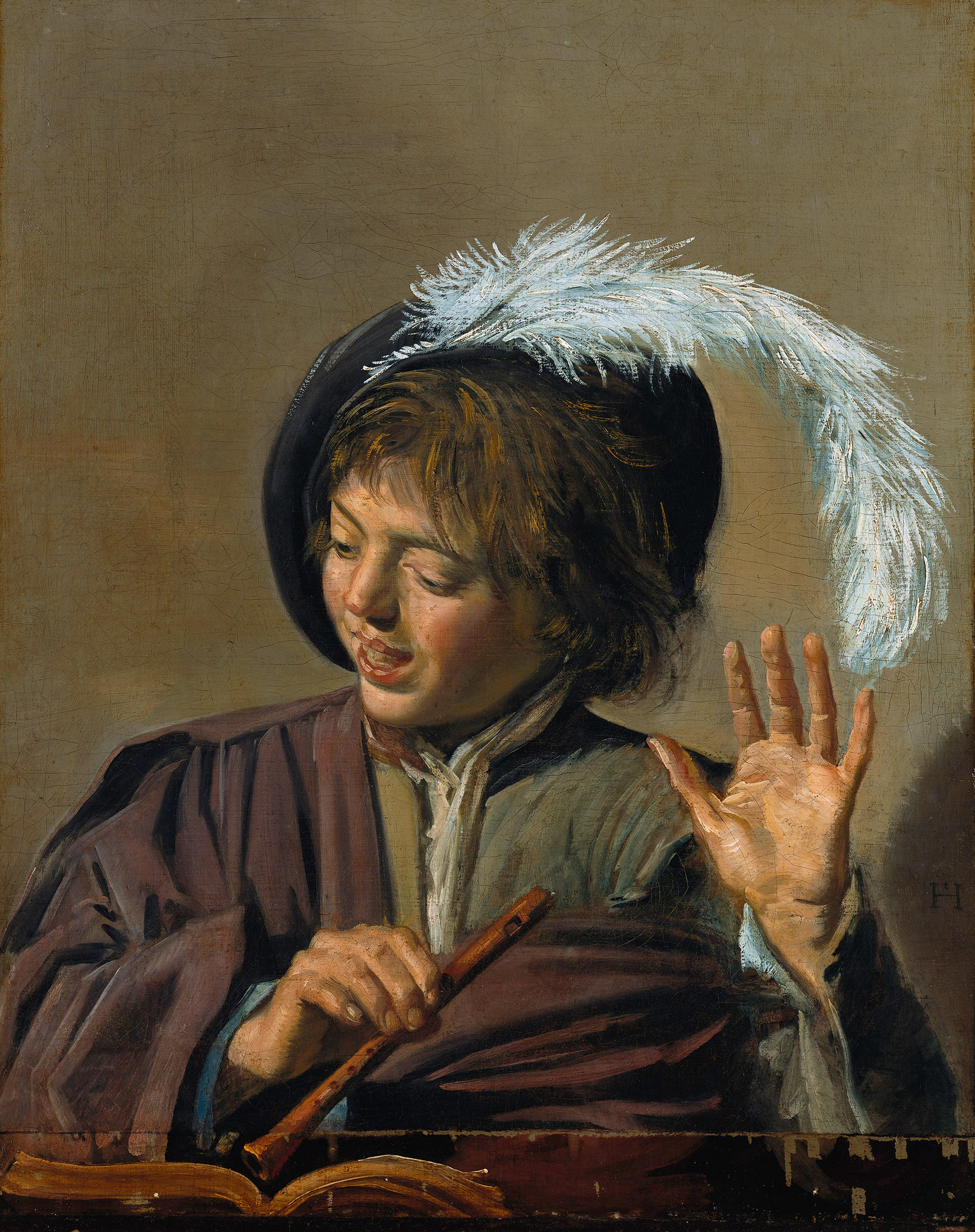
Frans Hals, Singender Knabe mit Blockflöte (um 1623)

## Geboren

### Geburtsdatum gesichert
- 18. Januar: Sebastian Achamer, österreichischer Orgelbauer († 1694)
- 07. Februar: Lukas Friedrich Reinhard, deutscher lutherischer Geistlicher, Theologe und Kirchenlieddichter († 1688)
- 14. Februar: Eugenio Casparini, deutscher Orgelbauer († 1706)
- 17. März: Johann Heinrich Hadewig, deutscher Theologe, Schriftsteller, Kirchenlieddichter und Prediger († 1671)
- 16. März: Andreas Herold, deutscher Stück- und Glockengießer († 1696)
- 05. August: Antonio Cesti, italienischer Komponist und Kapellmeister († 1669)

### Geboren um 1623
- Johann Heinrich Schmelzer, österreichischer Violinist, Komponist und Kapellmeister († 1680)
- Dietrich Becker, deutscher Komponist und Violinist († 1679)

## Gestorben

### Todesdatum gesichert
- 08. Januar: Andreas Crappius, deutscher Kirchenliedkomponist (* 1542)
- 04. Mai: Asprilio Pacelli, italienischer Kapellmeister und Komponist (* um 1570)
- 05. Mai: Philip Rosseter, britischer Komponist (* 1568)
- 11. Juni: Gutierre Fernández Hidalgo, spanischer bzw. südamerikanischer Komponist (* um 1547)
- 06. Juli: William Byrd, englischer Komponist (* 1543)
- 00. August: Otto Siegfried Harnisch, deutscher Kantor und Komponist (* um 1568)

### Genaues Todesdatum unbekannt
- Joannino Favereo, deutscher Komponist und Hofkapellmeister der Kurfürsten von Köln (* vor 1570)
- Giovanni Bernardino Nanino, italienischer Kapellmeister und Komponist (* um 1560)
- Mogens Pedersøn, dänischer Komponist (* um 1585)
- Isaak Posch, österreichischer Komponist und Organist (* unbekannt)
- Bartholomaeus Praetorius, deutscher Komponist und Musiker (* um 1590)
- Thomas Weelkes, englischer Komponist (* 1576)

### Gestorben um 1623
- Rogier Michael, franko-flämischer Komponist, Sänger und Kapellmeister (* um 1553)
- Jacob Paix, deutscher Organist, Orgelbauer, Kapellmeister, Komponist und Herausgeber (* 1556)

### Gestorben nach 1623
- Juan Esquivel Barahona, spanischer Komponist und Kirchenmusiker (* um 1560)